# Sitio de Bizancio (324)

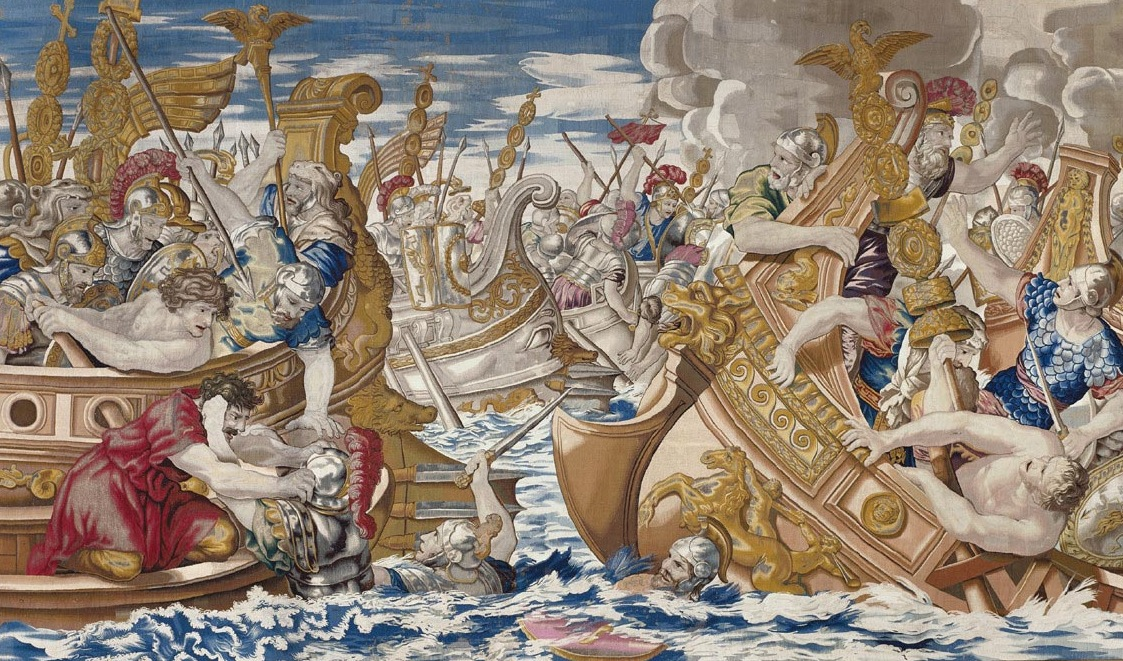
Batalla del Helesponto, detalle de un tapiz diseñado por Pietro da Cortona en 1635.

El sitio de Bizancio (en latín: Byzantium) fue el bloqueo realizado a la ciudad de Bizancio (actual Estambul) por las fuerzas del emperador romano Constantino el Grande entre julio y septiembre de 324, durante la segunda guerra que llevó a cabo contra su rival el coemperador Licinio. Debió haber iniciado simultáneamente con la batalla naval del Helesponto, en la cual, su hijo Crispo derrotó a la armada liciniana, comandada por el almirante Abanto. La victoria en el Helesponto (actualmente Dardanelos) permitió prolongar el asedio de Bizancio, mientras que Licinio fue obligado a solicitar fuerzas de Anatolia que se encontraban acantonadas en la ciudad, las cuales el coemperador pretendía agrupar con las tropas que todavía le restaban, para poder enfrentarse nuevamente a Constantino. Sin embargo, sería derrotado decisivamente por el ejército constantiniano en la batalla de Crisópolis, poniendo fin al sistema de tetrarquía, y permitiendo que el emperador vencedor se estableciera como el único gobernante del Imperio Romano.

## Antecedentes
Constantino el Grande había derrotado a Licinio en una guerra anterior, ocho años antes de las batallas de Cibalis y Mardia. Luego de lo cual, la paz fue arreglada, reconociéndose a Constantino la conquista de toda la península de los Balcanes, con la excepción de Tracia, y colocándole en una posición de poder ventajosa con respecto a Licinio, lo cual dejó la relación entre ambos bastante inestable. Ya en el año 323, Constantino estaba presto para reiniciar el conflicto: cuando su ejército se encontraba persiguiendo a un grupo de invasores visigodos (o sármatas), cruzó la frontera del territorio de Licinio, suscitándose un oportuno casus belli. La reacción de este ante la invasión fue completamente hostil, lo que llevó a Constantino a continuar la ofensiva, atacando Tracia con toda su fuerza, y a pesar de que sus huestes eran inferiores en número, estaban conformadas por veteranos de muchas batallas. Por otra parte, como ahora el emperador controlaba Iliria, contaba con el acceso a los mejores recrutas del imperio.
Después de su derrota en la batalla de Adrianópolis, Licinio y el grueso de su ejército se retiraron a la ciudad de Bizancio, dejando allí una fuerte guarnición, mientras cruzó el Bósforo con la mayor parte de sus tropas. Para mantener a Bizancio bajo su poder y poder asegurar su línea de comunicación entre la capital y su ejército en Asia Menor, tomó el control de los estrechos que separan Tracia de Bitinia y de Misia (Helesponto), haciendo de esta estrategia su prioridad. Si Constantino quería cruzar el Bósforo para destruir a la resistencia liciniana, también tendría que conquistar el control marítimo del estrecho, sin embargo, la mayor parte del ejército oponente se encontraba emplazado en este lugar. Mientras tanto, la armada partió para cubrir el estrecho del Helesponto. Licinio nombró a Martiniano, un magister officiorum de su corte, como coemperador en Lámpsaco (actual Lapseki) situada en la orilla asiática del Helesponto.

## Asedio y consecuencias

Estrecho del Bósforo y el mar de Mármara.

Crispo (r. 317-326), hijo primogénito de Constantino, recibió la orden de llevar su flota hacia el Helesponto, con el propósito de bloquear a la armada dirigida por el almirante liciniano Abanto, mientras que el emperador dirigía el sitio de Bizancio.
Constantino comenzó el asedio con la construcción de un agger (terraplén) tan alto como las paredes de la ciudad. Seguidamente utilizó arietes y otras armas de asedio, y colocó algunas torres de madera en el terraplén para poder capturar las paredes sin sufrir muchas bajas. Los arqueros estuvieron dispuestos en las torres, de modo que pudieran atacar a los defensores.
Mientras tanto, Crispo consiguió aniquilar a la marina liciniana en la batalla del Helesponto, permitiendo que más suministros pudieran llegar al ejército de su padre, lo que garantizó el éxito del estado de sitio. Licinio, sin saber cómo enfrentar el asedio militar al que estaba sujeto, abandonó Bizancio refugiándose en Calcedonia de Bitinia, para reagrupar sus fuerzas restantes e intentar oponerse a Constantino.
El emperador se dirigió con su fuerza principal hacia Anatolia, enfrentándose a su rival en la batalla de Crisópolis, en donde obtuvo una victoria decisiva. Bizancio y Calcedonia se sometieron, y Licinio se vio obligado nuevamente a huir con los remanentes de sus fuerzas a Nicomedia, pero decidió capitular al poco tiempo.